# Stephanie Zvan
Stephanie Zvan es una escéptica estadounidense, activista feminista y anfitriona radiofónica, bloguera, escritora de diarios, y autor de ficción. Su espectáculo radiofónico, "Charla de Ateos", está producida por Ateos de Minnesota y retransmitido en KTNF en Minnesota.
Su ficción ha sido publicada en Nature yScientific American.
Kathleen se ha anotado como una importante bloguera escéptica racional.
Ella expresó su oposición al acoso de las mujeres en el incidente del ascensor de Rebecca Watson y después de un incidente de 2012 en la Convención Readercon F/SF y se ha involucrado en investigaciones sobre "bloqueo colaborativo social" de los trolls de Internet para proporcionar un espacio social más atractivo para las mujeres y otras minorías a los Internet trolls.